# Liste der Naturdenkmale in Mühlhausen im Täle
| Naturdenkmale | Anzahl |
| ------------- | ------ |
| FND           | 6      |
| END           | 2      |
| Gesamt        | 8      |

Die Liste der Naturdenkmale in Mühlhausen im Täle nennt die verordneten Naturdenkmale (ND) der im baden-württembergischen Landkreis Göppingen liegenden Gemeinde Mühlhausen im Täle. In Mühlhausen im Täle gibt es insgesamt acht als Naturdenkmal geschützte Objekte, davon sechs flächenhafte Naturdenkmale (FND) und zwei Einzelgebilde-Naturdenkmale (END).
Stand: 1. November 2016.

## Flächenhafte Naturdenkmale (FND)
| Name                           | Bild | Kennung     | Einzelheiten       | Position | Fläche Hektar | Datum         |
| ------------------------------ | ---- | ----------- | ------------------ | -------- | ------------- | ------------- |
| Feuchtfläche Schönbach         | BW   | 81170350008 | Mühlhausen im Täle | ⊙        | 0,6           | 22. Okt. 1984 |
| Heide Bollenschein             | BW   | 81170350006 | Mühlhausen im Täle | ⊙        | 2,1           | 22. Okt. 1984 |
| Todsburger Bach und Tuffhöhlen | BW   | 81170350007 | Mühlhausen im Täle | ⊙        | 0,8           | 22. Okt. 1984 |
| Todsburger Höhlen mit Felsen   | BW   | 81170350003 | Mühlhausen im Täle | ⊙        | 2,0           | 22. Okt. 1984 |
| Todsburger Schacht             | BW   | 81170350005 | Mühlhausen im Täle | ⊙        | 0,4           | 22. Okt. 1984 |
| Ulmer Fels mit 2 Höhlen        | BW   | 81170350004 | Mühlhausen im Täle | ⊙        | 1,0           | 22. Okt. 1984 |
| Legende für Naturdenkmal       |      |             |                    |          |               |               |

## Einzelgebilde (END)
| Name                                      | Bild | Kennung     | Einzelheiten       | Position | Fläche Hektar | Datum         |
| ----------------------------------------- | ---- | ----------- | ------------------ | -------- | ------------- | ------------- |
| 1 Linde in Mühlhausen                     | BW   | 81170350002 | Mühlhausen im Täle | ⊙        | 0,0           | 22. Okt. 1984 |
| 1 Linde, Ortseingang Richtung Wiesensteig | BW   | 81170350001 | Mühlhausen im Täle | ⊙        | 0,0           | 22. Okt. 1984 |
| Legende für Naturdenkmal                  |      |             |                    |          |               |               |